# Les Aventures de Jerry Cornelius
Les Aventures de Jerry Cornelius est une saga d'espionnage écrite par Michael Moorcock, mettant en scène les aventures de Jerry Cornelius, l'incarnation du Champion éternel dans l'Angleterre du XXe siècle.

## Ouvrages
Le cœur des aventures de Jerry Cornelius se compose de quatre tomes :
- 1968 : Le Programme final (The Final Program) – adapté au cinéma en 1973 sous le titre Les Décimales du futur (The Final Program)
- 1971 : À bas le cancer ! (A Cure for Cancer)
- 1972 : L'Assassin anglais (The English Assassin)
- 1977 : Vous aimez la muzak ? (The Condition of Muzak) – lauréat du Guardian Fiction Prize 1977

L'univers de Cornelius a été repris par la suite dans des nouvelles par Moorcock et d'autres auteurs.
- 2010 : The Coming of The Terraphiles

### Bande dessinée
Moebius a repris le personnage de Jerry Cornelius dans son univers du Garage hermétique.

### Adaptations
Michael Moorcock a décidé de ne pas apposer de droit sur Jerry Cornelius, incitant même d'autres auteurs à s'emparer du personnage pour l'intégrer dans leurs propres œuvres.